# Ectropis milloti
Ectropis milloti là một loài bướm đêm trong họ Geometridae.